# Geschleide
Geschleide ist einer von 22 Ortsteilen der Stadt Bergneustadt im Oberbergischen Kreis im Regierungsbezirk Köln in Nordrhein-Westfalen, Deutschland.

## Lage und Beschreibung
Der Ort liegt in Luftlinie rund 4,7 Kilometer nordöstlich von Bergneustadt.

## Geschichte

### Erstnennung
1546 wurde der Ort das erste Mal urkundlich erwähnt: „Der Halffen yn der Geelschley“ wird in der Türkensteuerliste genannt. Die Schreibweise der Erstnennung war Geelschley.

## Bus und Bahnverbindungen

### Linienbus
Haltestelle Geschleide der Buslinie 313 der Oberbergischen Verkehrsgesellschaft (OVAG)